# Kahorn
Das Kahorn ist ein 2692 m ü. A. hoher Berggipfel der Villgratner Berge in der Gemeinde St. Jakob in Defereggen (Osttirol, Österreich).

## Lage
Das Kahorn liegt im Nordwesten der Villgratner Berge und ist dem Zentralen Hauptkamm leicht vorgelagert. Der Zentrale Hauptkamm liegt nur rund 400 Meter südöstlich, wobei hier ein Sattel den kurzen Südwestgrat und den kurzen Südostgrat des Kahorn vom Plankfeld (2664 m ü. A.) trennt. Der lange Nordostgrat des Kahorn bildet zum Defereggental hin einen breiten Rücken aus und fällt bis zur Ortschaft Rinderschinken ab, während der Nordwestgrat einen weiten Bogen bildet und über das Oberhapp und das Unterhapp zum Tal des Lappbachs abfällt. Zwischen dem Nordwest- und dem Nordostgrat liegt der sogenannte Steinboden und das Quellgebiet des Blindisbach, östlich des Nordostgrats der Stallebach mit den Almgebieten der Vorderen Stalle und der Hinteren Stalle.

## Anstiegsmöglichkeiten
Das Kahorn ist ein beliebter Wander- und Klettergipfel dessen Besteigung am Häufigsten von der Ortschaft Rinderschinken im Defereggental über die Blindisalm oder die Alpe Stalle erfolgt. Auf markiertem Weg folgt hier der Aufstieg bis auf den Nordostrücken des Kahorns und danach zunächst entlang des Nordostgrats. In weiterer Folge führt der Weg östlich um den Nordostgrat des Kahorns herum in den Sattel zwischen Kahorn und Plankfeld und von dort auf dem Südwestrücken auf den Gipfel. Alternativ kann auch der direkte und kürzere, jedoch unmarkierte Anstieg am Nordostgrat gewählt werden. Eine weitere Anstiegsmöglichkeit besteht zunächst auf markiertem Weg über die Lappachalm Richtung Gsieser Törl und danach weglos über den Südwestrücken auf den Gipfel. Für Kletterer bietet sich der Nordwestgrat (II) oder der Südostgrat (I+) an.